# Солженіцин Олександр Ісайович
Олекса́ндр Іса́йович Солжені́цин (рос. Александр Исаевич Солженицын; 11 грудня 1918, Кисловодськ, Терська область, РСФРР — 3 серпня 2008, Москва, Росія) — російський історичний прозаїк, письменник, драматург, есеїст-публіцист і поет, громадський та політичний діяч. Жив та проживав в СРСР, Швеції, США та Росії. Учасник німецько-радянської війни. Лауреат нобелівської премії з літератури (1970). Дійсний член Російської академії наук (1997). Протягом 1960-х — 1980-х активно виступав проти комуністичного режиму та політичного устрою в СРСР, через що неодноразово перебував в ув'язненні та був учасником дисидентського руху.
Серед основних робіт — «Архіпелаг ГУЛАГ», «У колі першому», «Червоне коло», «Матрьонине подвір'я», «Один день Івана Денисовича», «Раковий корпус», «Двісти років разом», які піднімають гострі суспільно-політичні питання; також відомий своїми роботами, присвяченими історії Росії XIX—XX століть.
Солженіцин відомий своїми українофобськими поглядами. Зокрема, був прихильником офіційної політики Росії щодо заперечення Голодомору як геноциду радянської влади проти українського народу в 1931—1933 роках та вважав, що українці, на відміну від росіян, не мають права на створення незалежної держави. В одному зі своїх есеїв під назвою «Як нам облаштувати Росію?» письменник наголошував на єдності між росіянами, українцями та білорусами та ідеї об'єднання їх в одну країну.

## Життєпис

### Походження
Народився 11 грудня 1918 року в Кисловодську, на Північному Кавказі, в заможній родині. Дід був власником великої «економії» на Кубані. Батьки Олександра познайомились під час навчання у Москві та незабаром одружились. Батько — росіянин, Ісаакій Семенович Солженіцин, офіцер царської армії під час Першої світової війни, загинув 15 червня 1918 року внаслідок нещасного випадку на полюванні після демобілізації, ще до народження майбутнього письменника. Мати — українка, Таісія Захарівна Щербак, походила з багатих кубанських козаків, намагалася виховувати Олександра в православній вірі. Саме вона виховувала молодого Солженіцина, коли помер батько. Але шкільне виховання серйозно трансформувало сімейні схеми сприйняття та оцінювання: О. Солженіцин почав симпатизувати новому ладу і пройматися марксистською ідеологією. У своїй публіцистичній роботі «Як нам облаштувати Росію?» Солженіцин писав: «Сам я — ледь не на половину українець і в ранні роки зростав при звуках української мови».

### Освіта
1925 року разом із матір'ю переїхав до Ростова-на-Дону, де у 1926—1936 роках навчався в школі. У старших класах почав захоплюватися літературою, писав вірші та есеї. 1936 року вступив до комсомолу.
1936 року Солженіцин вступив до Ростовського університету, на фізико-математичний факультет. У 1938 році він спробував скласти вступні іспити до театральної школи Юрія Завадського, але не здав їх. Одночасно з навчанням в університеті, 1939 року вступив до заочного відділення Московського інституту філософії, літератури та історії (ІФЛІТ), яке не закінчив. 1941 року закінчив фізмат Ростовського університету.

### Під час війни
Був на фронті, у званні капітана служив командиром батареї акустичної розвідки. Нагороджений орденами Вітчизняної війни 2-го ступеня і Червоної Зірки. За критику дій Йосипа Сталіна в особистих листах до друга дитинства Миколи Віткевича, 9 лютого 1945 Солженіцина було заарештовано та засуджено до 8 років таборів. 1953 року звільнений без права мешкання в Європейській частині СРСР і відправлений на «вічне поселення». Жив в аулі Кок-Терек Джамбульської області республіки Казахстан.
У 1956 році рішенням Верховного суду СРСР Солженіцина було реабілітовано, його твори стали з'являтися у пресі. Зокрема, оповідання «Один день Івана Денисовича» було висунуто на Ленінську премію, проте це викликало негативну реакцію влади.
У 1965 р. архів Олександра Солженіцина потрапив у КДБ, після чого подальше видання його творів у СРСР було заборонено. У 1969 р. Олександра Солженіцина виключили зі Спілки письменників, а в 1970 р. він став лавреатом Нобелівської премії з літератури.

### В еміграції
Після публікації за кордоном книги «Архіпелаг ГУЛАГ» 12 лютого 1974 року відбувся арешт. Його було визнано винним у державній зраді, позбавлено громадянства і 13 лютого вислано з СРСР літаком до ФРН. Під час вимушеної еміграції жив спочатку у Швейцарії, потім у власному будинку в містечку Кавендіш, штат Вермонт, США. У 1990 р. указом Президента СРСР Михайла Горбачова радянське громадянство Солженіцина було відновлене. Майже одразу письменник був ушанований Державною премією.

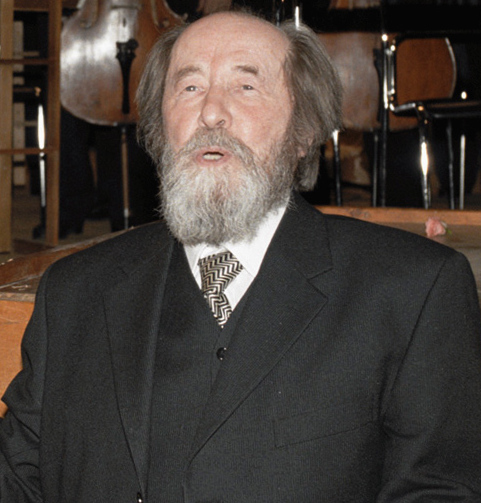
Олександр Солженіцин у Москві (грудень 1998 року)

У 1994 році Солженіцин повернувся до Росії. У 1997 р. обраний дійсним членом Російської Академії наук.

### Смерть та похорони
Олександр Солженіцин помер 3 серпня 2008 року в 89-річному віці в своєму будинку в Троїце-Ликово. Смерть настала о 23:45 від гострої серцевої недостатності.
5 серпня в будинку Російської академії наук, дійсним членом якої був Солженіцин, відбулася громадська панахида та прощання з покійним. На похороні були присутні колишній президент СРСР Михайло Горбачов, голова уряду Російської Федерації Володимир Путін, президент РАН Юрій Осипов, ректор МГУ Віктор Садовничий, колишній представник уряду Росії Євген Примаков, діячі російської культури та тисячі громадян.
Заупокійну літургію і похоронне богослужіння 6 серпня 2008 року у Великому соборі московського Донського монастиря звершив архієпископ Орєхово-Зуєвський Алексій (Фролов). У той же день Олександра Солженіцина з військовими почестями (як ветерана війни) було поховано в некрополі Донського монастиря за вівтарем храму Іоанна Ліствичника, поруч із могилою Василія Ключевського. Президент Росії Дмитро Медведєв повернувся в Москву з короткої відпуски, щоб бути присутнім на заупокійній службі.
3 серпня 2010 року, у другу річницю смерті, на могилі Олександра Солженіцина було встановлено пам'ятник — мармуровий хрест, створений за проєктом скульптора Дмитра Шаховського.

## Оцінка творчості
У 1970 р. Солженіцин був визнаний гідним Нобелівської премії з літератури за «моральну силу, почерпнуту в традиції великої російської літератури».
Рецензуючи в 1972 р. «Серпень чотирнадцятого», югославський політолог Мілован Джилас писав, що «Солженіцин заповнює вакуум, що утворився в російській культурі й свідомості. Він повернув Росії її душу — ту саму, котру відкрили світу Олександр Пушкін, Микола Гоголь, Лев Толстой, Федір Достоєвський, Антон Чехов і Максим Горький»[джерело?]. На думку американського дослідника Джозефа Франка, «основною темою Солженіцина є прославляння моральності, єдиної можливості вижити в кошмарному світі, де тільки моральність гарантує людську гідність і де ідея гуманізму здобуває надцінний характер»[джерело?].
В. В. Путін неодноразово позитивно відгукувався про Солженіцина, називав його «справжнім патріотом».
На честь письменника названий астероїд 4915 Солженіцин.

## Критика

### Російська та радянська критика
Солженіцина критикували за різкі суперечності між цифрами репресованих, які він наводив, та архівними даними, що стали доступними в період перебудови. Гостро критикувались за невірогідність «тюремні» твори Солженіцина в тій їх частини, де йдеться про побут таборів, смертність ув'язнених, їхню чисельність. Критика з комуністичного флангу підкріплювалася посиланнями на дослідження вчених, які працювали в російських архівах.
З радянсько-комуністичного табору Солженіцина також неодноразово критикували за виправдання колабораціонізму в ході Німецько-радянської війни і пов'язані з цим фальсифікації щодо радянських військовополонених. Стверджувалося, що матеріал для своїх викриттів Солженіцин запозичував з геббельсівської пропаганди. Подібний відгук виходить від Л. А. Самутіна, як стверджується, дисидента, колишнього власівця, що особисто працював в ідеологічному апараті геббельсівського міністерства пропаганди, і прихильника Солженіцина, що переховував у себе рукопис «Архіпелагу» від КДБ.
Солженіцина активно критикували й «справа» — перш за все інші дисиденти й емігранти, які заперечували його християнські й антиліберальні погляди (дисиденти-націоналісти, навпаки, вбачали зайвий лібералізм). «Лист вождям Радянського Союзу» піддався критиці А. Д. Сахарова.
Конфлікт Солженіцина з антирадянською еміграцією і західними активістами Холодної війни висвітлено у його мемуарах «Потрапило зерня проміж двох жорен».
Його дослідження історії взаємин єврейського і російського народів у книзі «Двісті років разом» викликало активну критику як з боку багатьох єврейських публіцистів, так і націоналістичної преси. Так, наприклад, ліберальний Володимир Войнович сказав: «Книга Солженіцина „Двісті років разом“ — довга, нудна і брехлива».
Образ Солженіцина підданий і сатиричному зображенню в художніх творах, наприклад, в романі Войновича «Москва 2042» і в поемі Юрія Кузнецова «Шлях Христа».

### Антиукраїнські погляди
Солженіцин мав неприховано антиукраїнські погляди і в останні роки життя висловлювався, що українці, на відміну від росіян, не мають права на створення незалежної держави. Солженіцин був проти руйнування СРСР за національними ознаками і виступав проти незалежності України. У 2008 році, на останньому році життя, Солженіцин заперечив, що Голодомор був геноцидом Радянської влади проти українського народу у 1931—1933 роках.
У ранній творчості, зокрема в романі «Архіпелаг ГУЛАГ» (том 3, частина 5, розділ 2), Солженіцин заявляв, що сама Росія має дозволити Україні відділитися, аби в майбутньому була ймовірність повторного возз'єднання. Проте автор вважав, що лише окремі області України, де проживають саме українці, мають право відділитися від Росії та увійти в незалежну Україну, оскільки, на його переконання, в деяких українських областях населення самовизнає себе українцями, в деяких росіянами, а в деяких взагалі ніким. Зокрема, він був проти визнання українськими Криму, півдня та деяких територій Лівобережжя України.
Деякі дослідники, зокрема Вадим Скуратівський, вважають, що закиди про «українофобію» Солженіцина є перебільшеними, оскільки той «першим ризикнув у підцензурній літературі створити зворушливий образ українського селянина-„бандерівця“» та «постійно наголошував на своєму напівукраїнському походженні».

## Твори
- Один день Івана Денисовича (рос. Один день Ивана Денисовича) (оповідання, 1962)
- Матрьонине подвір'я (рос. Матрёнин двор) (роман, 1963)
- У колі першому (рос. В круге первом) (роман, 1968)
- Раковий корпус (рос. Раковый корпус) (повість, 1968—1969)
- Архіпелаг ГУЛАГ (рос. Архипелаг ГУЛАГ) (роман, 1958—1968, виданий 1973)
- Жити не по брехні! (рос. Жить не по лжи!) (есей, 1975)
- Серія романів «Червоне колесо» (рос. Красное колесо)

- Серпень чотирнадцятого (рос. Август четырнадцатого) (роман, 1971; вийшов у розширеній версії у 1984)
- Жовтень шістнадцятого (рос. Октябрь шестнадцатого), 2 томи, (роман, 1985)
- Березень сімнадцятого (рос. Март семнадцатого), 4 томи, (роман, 1989)
- Квітень сімнадцятого (рос. Апрель семнадцатого), (роман, 1991)

- Буцалось теля з дубом (рос. Бодался телёнок с дубом) (нарис, 1975)
- Ленін у Цюриху (рос. Ленин в Цюрихе) (1975)
- Потрапило зерня проміж двох жорен (рос. Угодило зёрнышко промеж двух жерновов) (мемуари, 1998—2003)
- Як нам облаштувати Росію (рос. Как нам обустроить Россию) (есей-маніфест, 1990)
- Росія в облозі (рос. Россия в обвале) (оповідання, 1998)
- Двісті років разом (рос. Двести лет вместе) (історичний есей, 2001—2002, в 2-х тт.)
- Російський словник мовного розширення (рос. Русский словарь языкового расширения) (словник, 1990)

## Переклади українською
- О. Солженіцин. Лист вождям Радянського Союзу // Сучасність. — 1974. — № 7-8. — С. 180—212
- О. Солженіцин. В колі першому. Уривки / пер. з рос. О. Соловей. — Сейнт Пол, Міннесота, 2001. — 126 с.
- О. Солженіцин. Один день Івана Денисовича // Сучасність. — 1963. — №1 і №2.